# 原田憲 (ミュージシャン)
原田憲（ハラダ　ケン）は、KEN HARADAとしても知られる日本のDJ、作曲家、編曲家、音楽プロデューサーである。「KEN"BABY"」の名義でも活動している。

## 概要
東京生まれ。幼少期をアメリカ合衆国ワシントン州シアトルで過ごした後、帰国し大阪を拠点に音楽活動を開始。
1995年、自身が設立したレーベル「AQUA」からユニット「WATERMAN」として作品を発表し、ANDY WEATHERALL、SLAM、DARREN EMMERSONなど海外の著名DJに支持され、国外の音楽誌でも取り上げられた。以降、Christian Smithとの共同制作などを通じて活動の幅を広げ、2000年には「Galactica」名義でシングル『RedEyes.Red Lights』およびカップリング曲『NEVER END』を発表。
DJとして、国内外のクラブにおいてレジデントやゲストとして出演を重ね、Carl Cox、Christian Smith & John Selway、Dave Angel、Slam、Dave Clarke、Claude Youngなど多数の海外アーティストと共演している。また、Derrick May、Kevin Saundersonとの共演時には、彼らにプレイスタイルを高く評価されている。
1999年以降はアンダーグラウンドシーンにとどまらずエイベックスと契約し、浜崎あゆみ『Duty』をはじめ、EXILE、倖田來未、BoA、T.M.Revolution、鈴木亜美、SE7EN、SHU-Iなど数多くのメジャーアーティストの作曲、編曲、リミックス、プロデュースを担当している。
その他の主な制作実績として、総合格闘技イベント『PRIDE』のテーマ曲『Lastman Standing』、F1グランプリのテーマ曲『GIMCRACK』、テレビドラマ『ラッキーセブンスペシャル』の音楽、アニメ『Free!』のリミックスなどがある。
2012年には、シンガーソングライターCEYRENと共に新プロジェクト「BOLDO」を結成し、エイベックスより作品を発表。フランス・ニースで開催されたMIDEM音楽祭に参加したほか、同年5月にはロシア・モスクワで行われた音楽コンベンション「rASIA」に招待され、ライブパフォーマンスを行っている。
2013年には清木場俊介『Rolling my way』、アニメ『Free!』のリミックスなどを手掛け、2015年・2016年にはカラオケJOYSOUNDの企画「EDM WAVE」において、DANNICやRAVE REPUBLICと共にテーマ曲を制作するなど、クリエイティブプロデューサーとしても活動している。
2017年よりロサンゼルスに拠点を移し、活動開始。
2020年にアメリカ・ロサンゼルスにてGOLDEN FOO ENTERTAINMENTを設立。

2024年6月に同社主催、本人のプロデュースによるイベント『Tokyo City Lights』を開催。

## 楽曲提供をした主なアーティスト
2000.09.27 浜崎あゆみ「Duty」 M1. 'Starting Over' 作曲・編曲 / M2. 'Duty' 作曲・編曲
2000.09.27 浜崎あゆみ「SURREAL」 M4. 'Duty〜Underlounge club remix〜'
2000.10.18 shela「purple」 M3. 'Reasons' 作曲・編曲
2001.02.28 浜崎あゆみ「ayu-mi-x III Acoustic Orchestra Version」 M4. 'Duty (Acoustic Orchestra Version)'
2001.02.28 浜崎あゆみ「ayu-mi-x III Non-Stop Mega Mix version」 M5. 'Duty Eric Kupper Big Room Mix' / M17. 'Duty Elephant Fish Mix'
2001.04.03 BoA「Jumping into the World」 M3. 'DESTINY' / M6. 'POWER' / M7. 'Let U go' / M11. 'Dreams come true'　作曲・編曲
2001.05.30 BoA「ID;Peace B」 M2. 'Dreams come true' 作曲・編曲
2001.07.25 BoA「Amazing Kiss」 M1. 'Amazing Kiss' 編曲
2001.09.27 浜崎あゆみ「SUPER EUROBEAT presents ayu-ro mix2」 M4. 'Duty - Power Mind Mix'
2001.10.31 dream「STAY〜now I'm here〜」 M1. 'STAY〜now I'm here〜' 編曲
2001.11.28 dream「Get Over」 M3. 'Get Over〜2 the future Remix'
2001.12.05 BoA「気持ちはつたわる」 M2. 'Next Step' 作曲・編曲
2002.01.17 BoA「LISTEN TO MY HEART」 M2. 'Snow White' 編曲
2002.01.23 Various Artist featuring「Song Nation」 M8. TRF 'One Nation' lyrics
2002.02.20 EXILE「FLY AWAY」 M1. 'FLY AWAY' 編曲
2002.03.06 EXILE「our style」 M2. 'FLY AWAY' 編曲 / M6. 'DTB' 編曲 / M10. 'nobody else' 編曲 / M13. 'Violation' 作曲・編曲 / M15. 'Follow Me' 編曲 / Bonus 'Be With You' 編曲
2002.03.13 BoA「LISTEN MY HEART」 M2. 'POWER' composed/arranged / M7. 'Dreams come true' 作曲・編曲
2002.03.13 BoA「Every Heart〜ミンナノキモチ〜」 M3. 'LISTEN TO MY HEART〜Ken Harada's TB-Bassin' Remix'
2002.03.27 倖田來未「affection」 M1. 'atomic energy' composed/arranged / M13. 'Can't Lose' composed
2002.05.22 上原多香子「GLORY-君がいるから-」 編曲
2002.08.07 BoA「ID;Peace B REMIXS」 M5. 'POWER (MASTERS OF FUNK Remix)' 作曲
2002.09.19 上原多香子「Air」 編曲
2002.10.23 椿「彼方へ」 M1. 'Intro' / M2. 'SHARE MY WORLD' / M3. '白夜 feat. Tony Touch' / M4. 'Numbers' / M5. 'CORSAGE' / M6. 'ROOM' / M7. 'もうひとつの季節' / M8. 'from you' / M9. '彼方へ・・・' 作曲・編曲
2002.11.17 EXILE「EX-STYLE-kiss you」 M2. 'Blade' 編曲
2003.01.29 BoA「VALENTI」 M9. 'Discovery' 作曲・編曲
2003.02.13 EXILE「Style Of Beyond」 'GUILTY' 編曲
2003.03.26 上原多香子「pupa」 M4. 'GLORY-君がいるから-' / M11. 'Air' 編曲
2003.05.21 V.A.「HARLEM ver.2.0」 M6. 椿(WATARI PRODUCE) 'SHOW CASE' composed / M14. CEYREN&EQUAL(M.O.S.A.D) 'Get it started' 作曲・編曲
2003.07.30 V.A.「j-pop 50 HIT Track Vol.2」 上原多香子 'GLORY-君がいるから-'
2003.08.27 BRATZ「show me what you got」 M1. 'show me what you got' / M2. 'Can U feel the beat' 作詞・作曲・編曲 / M3. 'DISTANCE'
2003.11.12 椿「白日夢」 M1. '白日夢' / M2. 'In or out' 作曲・編曲
2003.11.19 EXILE「ki.zu.na」 M2. 'KI.ZU.NA-KH BREAK MIX' 編曲
2003.11.19 V.A.「HARLEM ver.2.5」 M17. 'Get it started ken"baby"H feat.CEYREN(A.C.E),EQUAL(M.O.S.A.D)' composed/arranged / M18. 'ON MY OWN YAKKO feat.椿' 作曲・編曲
2003.11.27 BRATZ「LOOK Around」 M1. 'LOOK Around' 作曲・編曲
2004.01.15 BoA「Love & HONESTY」 M3. 'someone day oneday feat.Verbal' 作曲
2004.01.28 椿「CAMELLIA」 M1. 'Intro' / M2. '川の流れのように' arranged / M3. 'FREE REIN' / M4. 'ROOM' / M5. '白日夢' / M6. '宛先のない手紙' / M8. 'promise' / M9. 'FRIENDS' / M11. 'SHOWCASE' / M13. '彼方へ' 作曲・編曲
2004.09.15 キャプテンハッスル小川直也『ハッスル音頭』 作曲・編曲
2004.09.29 EXILE「HEART of GOLD」 M1. 'BEAT POPS' / M16. 'イノチの理由' 編曲
2004.11.10 椿「あなたがいるだけで」 M2. 'Can you hear my voice' 作曲・編曲
2004.12.08 椿「COTTON VOICE」 M5. 'BED' 作曲・編曲
2005.07.20 GLAY×EXILE『SCREAM』 編曲
2005.09.21 "E"QUAL「THE ROCK CITY」 M10. 'Go Away feat.ANTY the 紅乃壱,NORISIAM-X,CEYREN' / M13. '"B"のつづきの"A.K.A"feat.AK-69 a.k.a Kalassy Nikoff' 作曲・編曲
2005.10.12 鈴木亜美「AROUND THE WORLD」 ALBUM M1. 'AROUND THE WORLD' / M10. 'with you' 編曲
2005.10.12 鈴木亜美「AROUND THE WORLD」 SINGLE 編曲
2006.03.01 CEYREN「雨」 M1.『雨』 編曲 / M2.『YOU』 作曲・編曲・プロデュース
2006.03.08 SE7EN「FIRST SE7EN」 M1.『Puzzle』 作曲・編曲 / M5.『Rainbow』 arranged / M7.『Red Voice』 編曲
2006.03.29 EXILE「ASIA」 'ENTER THE EX' composed/arranged / 'careless breath' arranged / 'ROCK DA HOUSE feat.FATMAN SCOOP' 作曲・編曲
2006.05.02 PRIDE feat.ERIC MARTIN『LASTMAN STANDING』 (CXオンエア/配信) 作曲・編曲・プロデュース
2006.10.18 ASAMI「Badonkadonk」 M10.『MIRACLE DAY』 作曲
2006.11.08 CEYREN「ALL FOR YOU」 M1.『ALL FOR YOU』 作曲・編曲・プロデュース / M2.『CRAZY FOR YOU』作曲・編曲・プロデュース
2006.12.05 Yeahh!「Yeahh!」 M1.『Yeahh!』 編曲
2006.12.08 羅志祥/Show「SPESHOW」 M7.『碎碎念』 編曲
2007.03.07 EXILE「EVOLUTION」 M1.『〜PHASE〜』 composed/arranged / M8.『DANCER'S ANTHEM』 作曲・編曲
2007.04.04 GLAY「鼓動」 M3.『棘』 編曲
2007.05 CEYREN『WITH YOU』（配信） 作曲
2007.10 RIZE『Lady Love』 (Universal) 作曲・編曲 ※共作
2007.12 EXILE「EXILE LOVE」『エグザムライ-序章-』 作曲・編曲
2008.02 AGE-OF-EP「Vision」 M1.『spiral in the love』 composed/arranged / M5.『B.BUTTERFLY』作曲・編曲
2008.03 RIZE『Live Or Die』作曲 ※共作
2008.04 RIZE「K.O.」 (Universal) M1.『LADY LOVE』 composed/arranged / M4.『Live or Die』作曲※共作
2008.07 EXILE「EXILE ENTERTAINMENT BEST」 (avex) M11.『DANCER'S ANTHEM2』composed/arranged / 『エグザムライ-本編-』 作曲・編曲
2009.01〜12 EXILE『エグザムライ戦国』 Sound Produce
2009.02 EXILE『THE NEXT DOOR』(ストリートファイター4/ゲームVer.) 編曲
2009.02.11 F.O.T.P『LOAD UP』 作曲・編曲
2009.04.15 EXILE『THE MONSTER〜Someday〜』「INCREDIBLE POWER」 PV
2009.05.20 F.O.T.P「FOTP SELECTION ZERO」 M2.『MAKING ROCKETS』 / M5.『LOAD UP』 / M7.『COLD PAIN』 作曲・編曲
2009.10.28 EXILE DVD「EXILE LIVE TOUR 2009 "THE MONSTER"」『INCREDIBLE POWER』作曲・編曲
2009.11.11 EXILE『ROCK THE BEAT』 作曲・編曲 (ドラマ「東京DOGS」挿入曲)
2009.12.02 EXILE ALBUM「愛すべき未来へ」付属DVD『INCREDIBLE POWER』 作曲・編曲
2011.01.26 SHU-I『STAR LIGHT』(avex) M1.『STAR LIGHT』 / M2.『CANDY RAIN』 / M3.『陽のあたる場所』 作曲・編曲・プロデュース
2011.06.26 フジテレビ系 F1グランプリ中継テーマ『GIMCRACK』作曲・編曲・プロデュース
2011.10 フジテレビ系 F1グランプリ中継テーマ『GIMCRACK REMIX feat. JESSE(RIZE)』作曲・編曲・プロデュース
2012.03.21 The Complete Selection The 25th Anniversary of FUJI TELEVISION Grand Prix (SONY) M2.『GIMCRACK feat. JESSE』 M15.『GIMCRACK』
2012.03.27 池谷直樹プロデュース舞台「SAMURAI」 楽曲『WINNER』『EVERYBODY CLAP』『FAIRY'S THEME』『INTO ANOTHER WORLD』『THE MAGIC』『SLIDERS』『THE GATE』
2012.07.04 BOLDO『Everyday, Everynight』(avex) 作曲・編曲
2012.07.04 『Platinum Life-selected by HOUSENATION』(avex) DJ MIX
2012.07.04 椿『川流れのように』 M1.『川流れのように』 arranged / M2.『FRIENDS』作曲・編曲
2012.07.25 LUNA『Unstoppable』(KSR) M1.『Unstoppable』 作曲・編曲
2012.08.01 キミカズ『気分は爽快!』(avex) 作曲・編曲・プロデュース
2012.09.08〜29 SHU-I 1st LIVE TOUR 2012『UNITE』 作曲・編曲
2013.01.03 フジテレビ テレビドラマ「ラッキーセブン スペシャル」 劇中音楽20曲 作曲/編曲
2013.02.27 T.M.Revolution「UNDER:COVER2」 M3.『IMITATION CRIME feat. JESSE』編曲
2013.04.03 「ラッキーセブン スペシャル」DVD（ポニーキャニオン） 劇中音楽20曲 作曲/編曲
2013.10.23 テレビアニメ「Free!」リミックス・ミニアルバム M1.『SPLASH FREE -Boldo Remix-』 M5.『Water Surprise! -Boldo Splash Remix-』
2014.12.10 清木場俊介「唄い屋・REMIXES Vol. 1」収録曲『ROLLING MY WAY -BOLDO REMIX-』リミックス・ミニアルバム
2015.09.30 DJ C'k feat. IMANI『Even if the world Ends』編曲（AURTASとの共作）
2016.02.17 DANNIC & BOLDO『SURRENDER』作曲/編曲（DANNICとの共作）
2016.03.25 湘南ベルマーレ応援番組「SpiritベルマーレTV」テーマソング HAN-KUN『TO THE TOP』編曲（テレビオンエア時）
2016.07.06 イルマニア『Party Animal』作曲/編曲
2016.10.05 テレビアニメ「チア男子!」オリジナル・サウンドトラック 劇中音楽『LOUDER & HARDER feat. Paul Drew』作詞/作曲/編曲 劇中音楽『SPARKS DANCE TRACK』作曲/編曲
2017.03.01 RAVE REPUBLIC & BOLDO『Light it Up』作曲/編曲（RAVE REPUBLICとの共作）
2019.07.24 SKE48『FRUSTRATION』編曲
2022.07.06 白間美瑠『Bye Honey』作曲/編曲

## アーティスト以外のプロデュースワーク
- PRIDE　OP「LASTMAN STANDING feat.Eric Martin」
- エグザムライ　音楽プロデュース
- F1グランプリ2011　OP/EDテーマ『GIMCRACK』音楽プロデュース
- ラッキーセブン スペシャル2013　音楽プロデュース

## 参考資料
- [Official Homepage http://avex.jp/boldo/による紹介]
- [Official Facebook Page https://www.facebook.com/since2012boldoによる紹介]
- [BOLDO Podcast "Mirage on Air" on iTunes https://itunes.apple.com/jp/podcast/boldo-podcast-mirage-on-air/id783981884?mt=2による紹介]
- ANAPによる紹介